# Combinata nordica ai Giochi olimpici
La combinata nordica è presente nel programma dei Giochi olimpici invernali dalla prima edizione di Chamonix-Mont-Blanc 1924. Una delle poche discipline olimpiche ancora esclusivamente riservata agli atleti di sesso maschile, comprende attualmente tre eventi differenti. Dal 1924 al 1984 l'Olimpiade coincise con i Campionati mondiali di sci nordico invernali; mentre tuttavia nel salto con gli sci e nello sci di fondo le medaglie olimpiche avevano anche generalmente valenza iridata, nella combinata nordica tale equivalenza non venne mai applicata.

## Storia
Nella prima edizione la competizione consisteva in una prova di sci di fondo della lunghezza di 18 km, seguita da un salto con gli sci. L'atleta che otteneva il miglior punteggio si aggiudicava la medaglia d'oro. Dai VI Giochi olimpici invernali di Oslo 1952 si invertì l'ordine delle gare: pertanto veniva prima disputata la prova di salto, poi quella di fondo. Sia la tecnica del salto con gli sci, che quella del fondo si modificarono negli anni: per quanto riguarda la prima disciplina dal 1985 si è adottata la tecnica a V, mentre nella seconda, nello stesso periodo, dalla tecnica classica si è passati al passo pattinato (o tecnica libera). Le maggiori modifiche regolamentari si attuarono a Calgary 1988 con l'introduzione del metodo Gundersen per stabilire la partenza della gara di fondo (divenuta a inseguimento), peraltro ridotta a 15 km. Il combinatista nordico che taglia per primo al traguardo è il vincitore della prova.
La gara a squadre, introdotta nel 1988, inizialmente prevedeva una staffetta 3x10 km di fondo; dai XVIII Giochi olimpici di Nagano 1998 è stata sostituita da una 4x10 km. A Salt Lake City 2002 e Torino 2006 fu programmata la gara sprint, che prevedeva, dopo il salto con gli sci, 7,5 km di fondo. Dai XXI Giochi olimpici invernali di Vancouver 2010 l'individuale Gundersen da 15 km, che consisteva in due salti dal trampolino normale seguiti da 15 km di fondo, è stata sostituita da un'individuale Gundersen che prevede un solo salto dal trampolino normale, seguito da 10 km di fondo. Al posto dalla sprint è stata proposta una Gundersen dal trampolino lungo, cui segue una 10 km di fondo.

## Medaglie assegnate
| Gara               | 24 | 28 | 32 | 36 | 48 | 52 | 56 | 60 | 64 | 68 | 72 | 76 | 80 | 84 | 88 | 92 | 94 | 98 | 02 | 06 | 10 | 14 | 18 | 22 | TOTALE |
| Trampolino normale | •  | •  | •  | •  | •  | •  | •  | •  | •  | •  | •  | •  | •  | •  | •  | •  | •  | •  | •  | •  | •  | •  | •  | •  | 24     |
| Gara a squadre     |    |    |    |    |    |    |    |    |    |    |    |    |    |    | •  | •  | •  | •  | •  | •  | •  | •  | •  | •  | 10     |
| Sprint             |    |    |    |    |    |    |    |    |    |    |    |    |    |    |    |    |    |    | •  | •  |    |    |    |    | 2      |
| Trampolino lungo   |    |    |    |    |    |    |    |    |    |    |    |    |    |    |    |    |    |    |    |    | •  | •  | •  | •  | 4      |

## Medagliere
Aggiornato a Pechino 2022. In corsivo le nazioni (o squadre) non più esistenti.
| Pos | Nazione                   | Oro | Argento | Bronzo | Totale |
| --- | ------------------------- | --- | ------- | ------ | ------ |
| 1   | Norvegia                  | 15  | 12      | 8      | 35     |
| 2   | Germania                  | 6   | 6       | 4      | 16     |
| 3   | Finlandia                 | 4   | 8       | 2      | 14     |
| 4   | Austria                   | 3   | 2       | 11     | 16     |
| 5   | Germania Est              | 3   | 0       | 4      | 7      |
| 6   | Giappone                  | 2   | 3       | 2      | 7      |
| 7   | Francia                   | 2   | 1       | 1      | 4      |
| 8   | Germania Ovest            | 2   | 1       | 0      | 3      |
| 9   | Stati Uniti               | 1   | 3       | 0      | 4      |
| 10  | Svizzera                  | 1   | 2       | 1      | 4      |
| 11  | Squadra Unificata Tedesca | 1   | 0       | 1      | 2      |
| 12  | Unione Sovietica          | 0   | 1       | 2      | 3      |
| 13  | Svezia                    | 0   | 1       | 1      | 2      |
| 14  | Italia                    | 0   | 0       | 1      | 1      |
| 14  | Polonia                   | 0   | 0       | 1      | 1      |
| 14  | Russia                    | 0   | 0       | 1      | 1      |